# Dreieck Bayreuth/Kulmbach
De Dreieck Bayreuth/Kulmbach is een knooppunt in de Duitse deelstaat Beieren.
Op dit knooppunt sluit de A70 vanuit Schweinfurt aan op de A9 (Dreieck Potsdam-München).

## Richtingen knooppunt
| Aansluitende wegen                                              | Aansluitende wegen | Aansluitende wegen                     | Aansluitende wegen | Aansluitende wegen |
| --------------------------------------------------------------- | ------------------ | -------------------------------------- | ------------------ | ------------------ |
|                                                                 |                    | richting Hof / Berlijn Dresden (A72)   |                    |                    |
|                                                                 |                    |                                        |                    |                    |
| richting Kulmbach / Kronach Bamberg / Schweinfurt Würzburg (A7) |                    |                                        |                    |                    |
|                                                                 |                    |                                        |                    |                    |
|                                                                 |                    | richting Bayreuth Neurenberg / München |                    |                    |